# ヴィースロッホ
ヴィースロッホ (ドイツ語: Wiesloch, ドイツ語発音: [ˈviːslɔx] ( 音声ファイル)、アレマン語: Wihsloch) は、ドイツ連邦共和国バーデン＝ヴュルテンベルク州北部ライン＝ネッカー郡に属す都市。ハイデルベルクの南13kmに位置する。この都市は、ヴァインハイム、ジンスハイム、ライメンに次ぐライン＝ネッカー郡第4の都市であり、北にある隣接都市のヴァルドルフとともにライン＝ネッカー地域の中級中心を形成している。
1973年1月1日以降、ヴィースロッホは大規模郡都市となった。ヴィースロッホは隣接するディールハイムと行政共同体を形成する。

## 地理

### 位置
ヴィースロッホは、小オーデンヴァルトの南麓、一部はライン渓谷、一部はクライヒガウ丘陵にかかる場所に位置する。ヴィースロッホ市内には5本の川が流れている。ライムバッハ川、ガウアンゲルバッハ川、ヴァルトアンゲルバッハ川、オクゼンバッハ川、マイスバッハ川である。

### 隣接する市町村
以下の市町村がヴィースロッホに隣接する。北から時計回りに、ヌスロッホ、ライメン、マウアー、メッケスハイム、ディールハイム、ラウエンベルク、ザンクト・レオン＝ロート、ヴァルドルフである。

### 市の構成
ヴィースロッホ市は、中核市区と4つの周辺市区、アルトヴィースロッホ区（中核市区と合わせて17,472人）、バイアータール区（4,459人）、フラウエンヴァイラー区（2,023人）、シャットハウゼン区（1,595人）からなる。この他にホーエンハルター・ホーフ、カイテルベルク、フォーゲルクザングといった固有の名前を持つ独立した居住区がある。市の総面積は3,026.2ha、このうち中核市区（アルトヴィースロッホ区を含む）とフラウエンヴァイラー区は合わせて1,731.8ha、バイアータール区が725.2ha、シャットハウゼン区が569.2haである。ヴィースロッホには237.1haの森林地域がある。

### バイアータール地区
この地区は、ヴィースロッホの東、ガウアンゲルバッハ川沿いに位置する。ここには、1990年代に開発された新しい住宅地があり、700戸以上が造成されている。バイアータールには現在約5000人が暮らし、スーパーマーケット、多くの小売店、2軒の銀行、教会、養老院、基礎課程・本課程学校、ホーエンハルター・ホーフ沿いのゴルフ場があり、様々な分野合わせて30ものサークルが活動している。
その一方で、バイアータールの表看板は、果樹栽培、特にリンゴの栽培である。50haのまとまった果樹園はバーデン地方最大である。5つの果実農園から収穫された生産者自身が販売出荷する産品は、地域を越えて高い評価を得ている。

### 気候
ヴィースロッホの月間平均気温は、1月が1.3℃、7月が19.8℃である。こうしたベルクシュトラーセに共通の極度に穏やかな気候は、ずっと昔からブドウ栽培に最適な条件であった。

### 地域計画
ヴィースロッホは、隣接するヴァルドルフとともにハイデルベルク上級中心の下位に位置するライン＝ネッカー地域の中級中心となっている。ヴィースロッホ/ヴァルドルフ中級中心地域には、両市の他にディールハイム、マルシュ、ミュールハウゼン、ラウエンベルク、ザンクト・レオン＝ロートといった市町村が含まれる。

## 歴史
ヴィースロッホの起源は、ケルト時代（紀元前500年頃）に遡る。
120年から260年まで、ヴィースロッホの西にローマ街道の宿場町があり、2本のローマ街道（シュパイアー – バート・ヴィンプフェン – リーメスとランデンブルク – バーゼル）がここで交わっていた。ヴィースロッホでは、1世紀から鉛、銀、スミソナイトの採掘が行われていたことが明らかにされている。
ヴィースロッホは、801年9月12日のロルシュ修道院への贈与証明書に、Wezzinloch として文献上初めて記録されている。889年にアルヌルフ王がヴィースロッホを訪れた記録が遺されている。965年、皇帝オットー1世によって市場開催の許可が与えられた。この権利は、オットー3世（987年）、ハインリヒ4世（1067年）によって確認されている。ヴィースロッホがいかに重要視されていたかは、1071年頃にはすでにロマネスク様式のバシリカがあったことからもうかがわれる。この建物の基礎壁は、現在、プロテスタントの市教会に保存されている。
13世紀初めにヴィースロッホは、ライン宮中伯、後のプファルツ選帝侯の統治下に入った。ヴィースロッホが初めて「都市」として記録されているのは1288年の宮中伯ルートヴィヒ厳格伯の文書であるが、この権利が正確にいつ授与されたかは定かでない。市長や陪席判事に関しては1290年以降に記録されている。1296年に皇帝アドルフがヴィースロッホを訪れた記録がある。
三十年戦争では、1632年8月16日、グスタフ2世アドルフ率いるスウェーデン軍と皇帝軍との間でヴィースロッホの戦いが行われた。プファルツ継承戦争では、ヴィースロッホは1689年1月28日にMélac将軍のフランス軍の襲撃を受け、ほとんど全市が焼き払われ、破壊され尽くした。カトリック教会聖ラウレンティウス教会は1750年に完成した。
1803年までヴィースロッホはプファルツ選帝侯領に属したが、その後帝国代表者会議主要決議に基づき、バーデン侯領となった。1806年にはベツィルクスアムト（地方行政管区本部）の所在地にもなっている。この年にカール・フリードリヒは、それまでのバーデン辺境伯からバーデン大公の称号を獲得した。

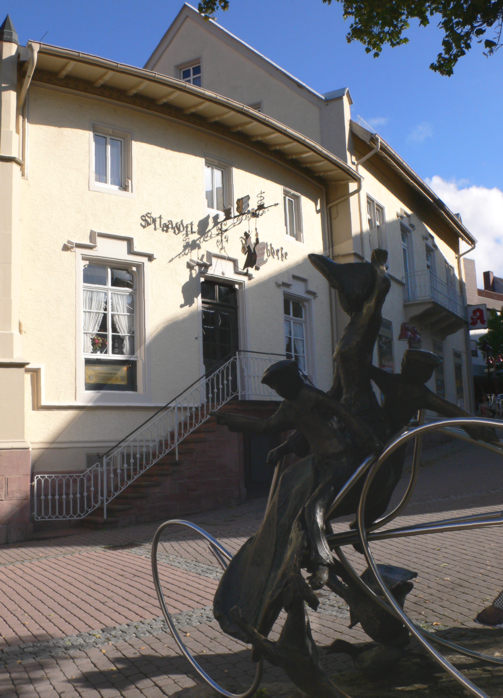
ベルタ・ベンツ記念碑と「世界初のガソリンスタンド」となった薬局

1888年、夫の車でマンハイムからプフォルツハイムへ向かっていたベルタ・ベンツ（カール・ベンツの妻）は、ヴィースロッホで燃料がなくなった事に気づいた。そこで彼女は、市立薬局で燃料としてベンジンを購入した。この逸話に基づき、ヴィースロッホのマルクト広場の記念碑とこの広場に面した（現在も営業している）薬局に「世界初のガソリンスタンド」を示す記念プレートが取り付けられている。
1905年に病院・養護施設が開館した。これが、現在の北部バーデン精神医学センターの原型である。1936年にベツィルクスアムト・ヴィースロッホが廃止され、この都市はハイデルベルク郡に編入された。
第二次世界大戦終結後、1946年から1949年の間に、2,000人の難民やドイツ東部から追放された人々がヴィースロッホにやって来た。
ヴィースロッホの鉱山は、不採算性のため1954年に最終的に廃止された。
郡の再編成に伴い、この都市は1973年1月1日に新しく創設されたライン＝ネッカー郡の所属となった。また、1970年代の市町村再編により人口が2万人のラインを越えた。これに基づき、ヴィースロッホ市は大規模郡都市への昇格を申請した。この昇格は、バーデン＝ヴュルテンベルク州政府により、1973年1月1日に発効した。

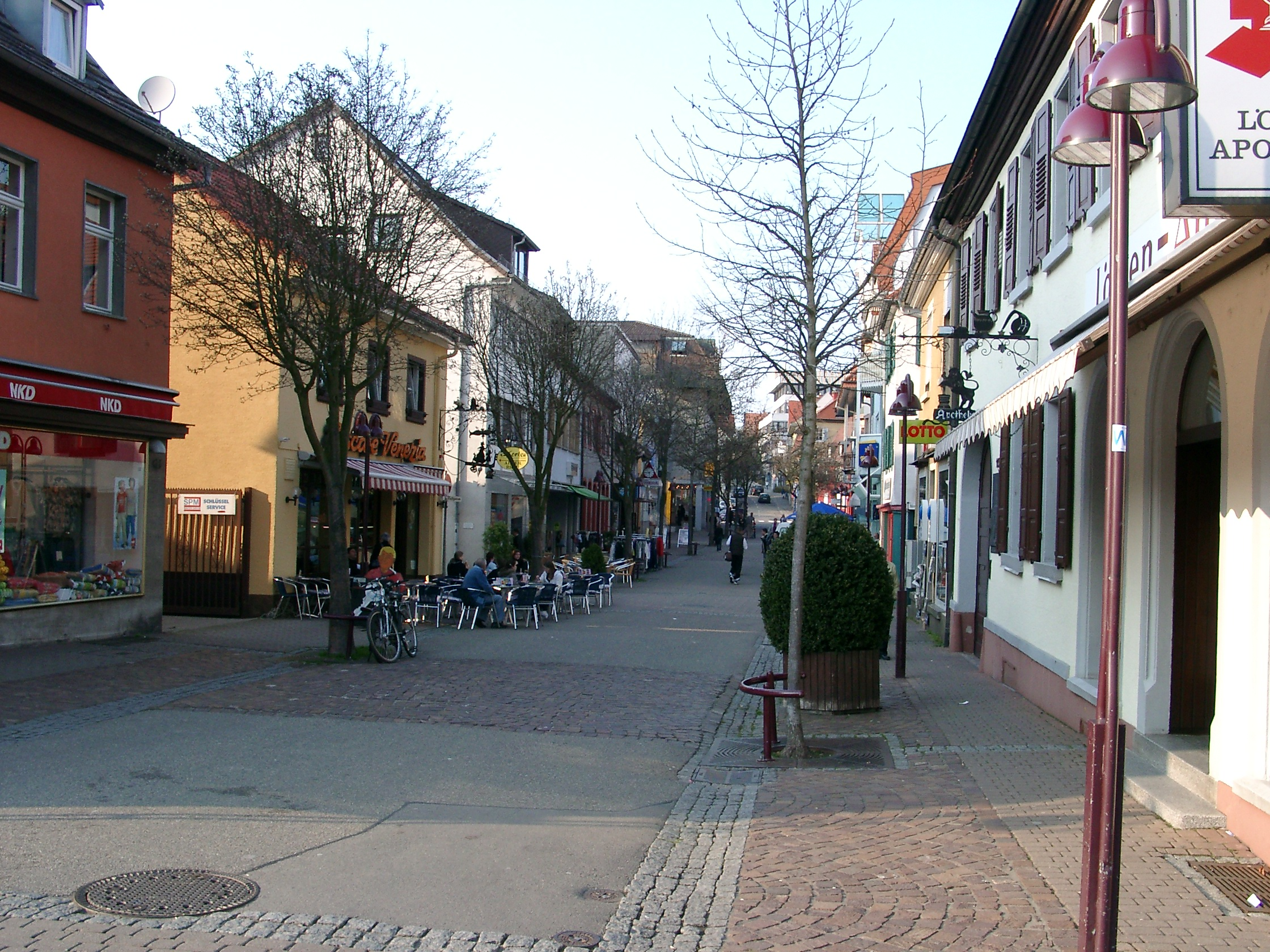
ヴィースロッホの歩行者専用区域

ヴィースロッホのメインストリートは1983年に歩行者専用道として整備された。

### 宗教
ヴィースロッホは、初めヴォルムス司教区に、後にシュパイアー司教区に属した。1071年にアイヒシュテット司教グンデカール2世は、現在のプロテスタント市教会を聖ラウレンティウスに献堂した。プファルツ選帝侯領全域がそうであるように、ヴィースロッホでも宗教改革がなされた。1556年にまずルター派の信仰がもたらされ、1560年に改革派の信仰に転じた。ヴィースロッホでは、この後プロテスタントが主流の都市となった。
1803年に改革派のプファルツ選帝侯からルター派のバーデンに移された事が両プロテスタント教会統合を考える契機となり、1821年にそれは実現した。牧師で教区委員のヨハン・カール・ダーフィト・パウル・ライモルトと宿駅長ヨハン・ダーフィト・グライフの2人のヴィースロッホ住民がこの統合を主導したバーデン総監督会議に出席している。

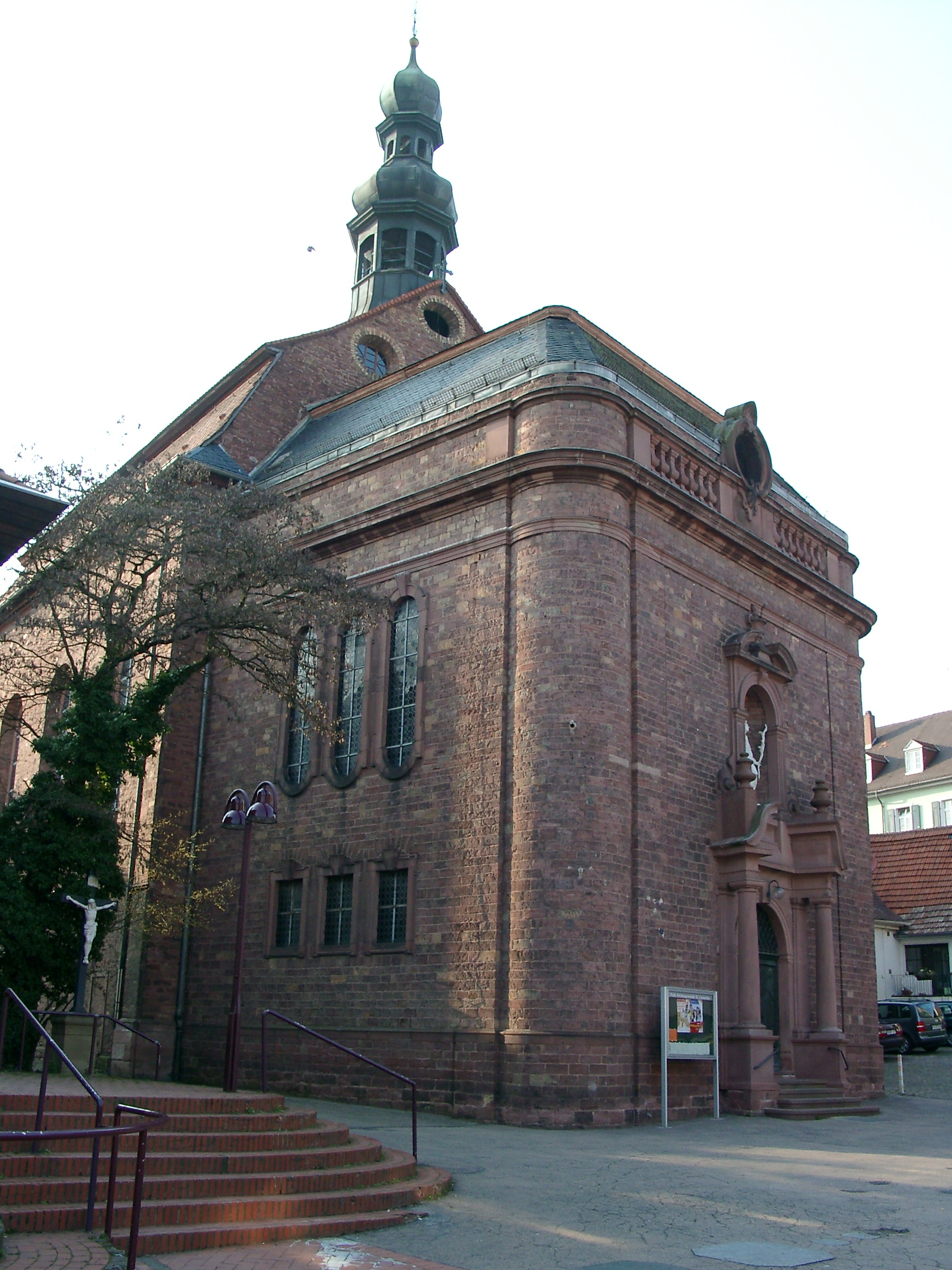
カトリックの聖ラウレンティウス教会

宗教改革以後もカトリックの信仰は残り、1701年から1725年までは市教会の本陣を礼拝に共同使用していた。この後、世俗化されていた修道院教会を獲得した。これが現在のカトリック教会聖ラウレンティウス教会である。ヴィースロッホのカトリック教会は、初めシュパイアー司教区に属したが、1821年から1827年頃のいずれかの時点で、新しく創設されたフライブルク大司教区に移った。司祭組織は、ハイデルベルク、ザンクト・レオン、ヴァイプシュタット首席司祭管区に属した。1929年にザンクト・レオン首席司祭管区が廃止されると、ヴィースロッホ首席司祭管区が創設され、1976年に現在の管区範囲が確定した。
この他に、イスラム教のモスクも設けられている。

### 市町村合併
1824年から独立した自治体になっていたアルトヴィースロッホが、1908年にこの街に合併した。1937年にフラウエンヴァイラー地区が創設された。この名前は、1293年から1294年に記録され、1526年に放棄されたものの、十分の一税区としては19世紀まで残っていた村の名前を採ったものである。1972年1月31日にはそれまで独立した自治体であったバイアータールとシャットハウゼンが合併した。

### 人口推移
各時点における市域の人口を示す。推定値、国勢調査、あるいは各時点の統計局の記録に基づく。
| 時点            | 人口（人） |
| --------------- | ---------- |
| 1577年          | 1,360      |
| 1689年          | 約 900     |
| 1727年          | 978        |
| 1777年          | 1,373      |
| 1871年12月1日   | 3,474      |
| 1880年12月1日 ¹ | 3,740      |
| 1890年12月1日 ¹ | 3,796      |
| 1901年12月1日 ¹ | 4,322      |
| 1910年12月1日 ¹ | 6,536      |
| 1919年10月8日 ¹ | 6,673      |
| 1925年6月16日 ¹ | 7,278      |
| 1933年6月16日 ¹ | 7,637      |
| 1939年5月17日 ¹ | 7,932      |

| 時点            | 人口（人） |
| --------------- | ---------- |
| 1945年12月 ¹    | 7,636      |
| 1950年9月13日 ¹ | 10,926     |
| 1961年6月6日 ¹  | 13,651     |
| 1970年5月27日 ¹ | 16,102     |
| 1975年12月31日  | 21,552     |
| 1980年12月31日  | 21,746     |
| 1987年5月27日 ¹ | 21,862     |
| 1990年12月31日  | 22,947     |
| 1995年12月31日  | 24,647     |
| 2000年12月31日  | 25,383     |
| 2005年12月31日  | 26,229     |
| 2010年12月31日  | 26,034     |
| 2015年12月31日  | 26,426     |

¹ 国勢調査

## 行政

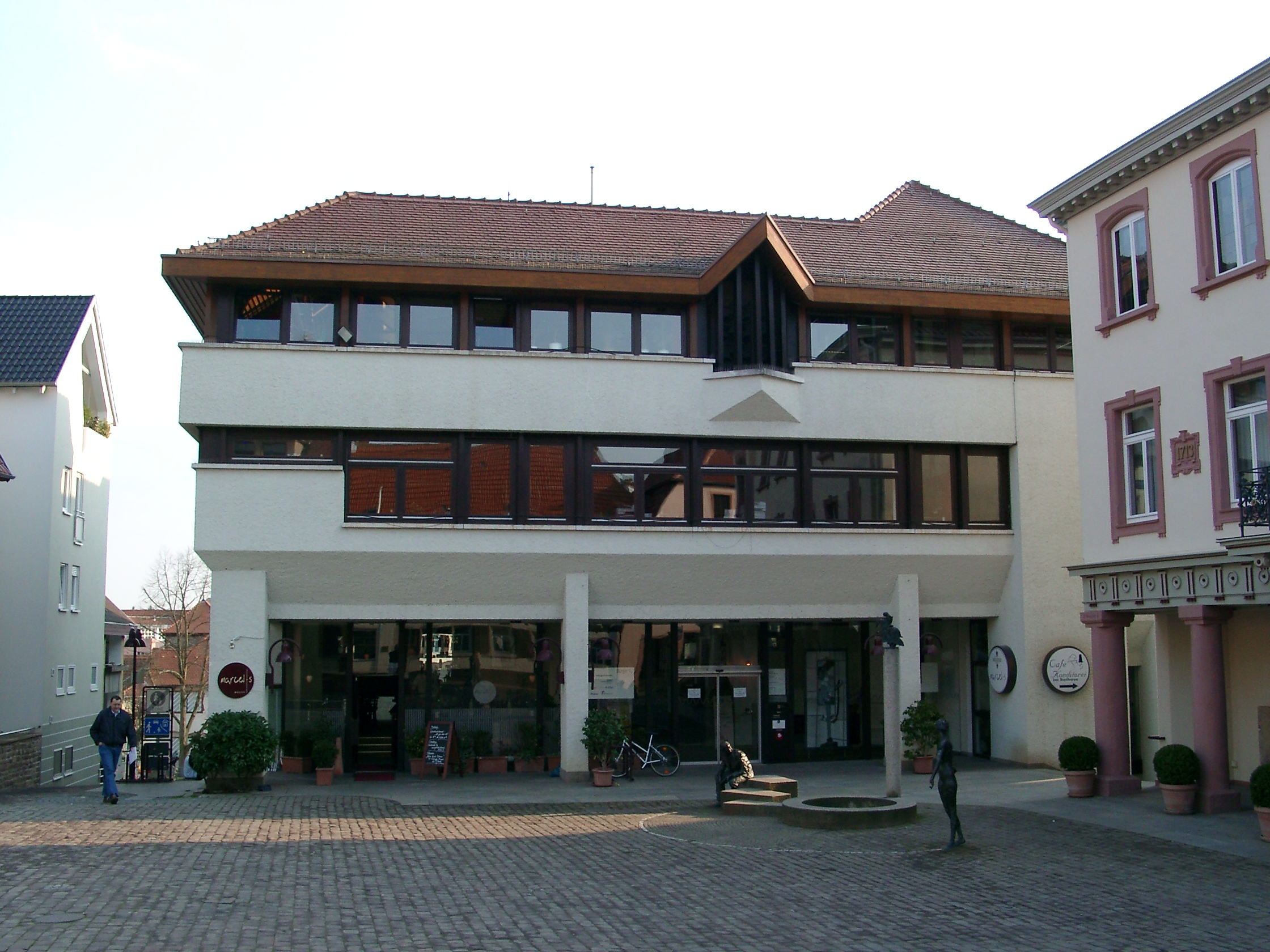
ヴィースロッホ市役所

### 市議会
ヴィースロッホ市の議会は35議席からなる。

### 市長
首長の肩書きは、1973年1月1日以降、上級市長である。上級市長は、8年ごとに直接選挙により選出される。
第二次世界大戦以降の市長（および上級市長）を以下に列記する。
| 1945年 - 1946年 | ヴァレンティン・ウルリヒ   |
| 1946年 - 1954年 | アントン・デルナー         |
| 1954年 - 1968年 | フィリップ・ヒルスヴィヒト |
| 1968年 - 1984年 | ハインツ・ベッティンガー   |
| 1984年 - 1992年 | ヴォルフガング・フュルニス |
| 1992年 - 2000年 | グスタフ・ビロウ           |
| 2000年 - 2016年 | フランツ・シャイトハンマー |
| 2016年 -        | ディルク・エルケマン       |

### 紋章
図柄: 左右二分割。向かって左は黒地に赤い舌と赤い爪を持つ黄金の獅子。向かって右は銀と青の斜め格子。市の色は青 - 白である。
この紋章は、13世紀の市の印章に由来する。市の紋章には、まず獅子だけが描かれ、15世紀中頃から菱形格子がこれに加えられた。紋章は、1898年に現在の形に公式に固定された。この紋章は、プファルツ選帝侯の獅子とヴィッテルスバッハ家の菱形格子を示し、この都市がプファルツ選帝侯領に属すことを象徴している。

### 友好都市
- スタージス（アメリカ合衆国、ミシガン州）1966年
- フォントネ＝オ＝ローズ（フランス、オー＝ド＝セーヌ県）1973年
- ゾンプロヴィツィェ・シロンスク（ポーランド、ドルヌィ・シロンスク県）1998年
- アマランテ（ポルトガル、ポルト県）2003年

また、ハンガリーのジェール・モション・ショプロン県県都ジェールとも友好関係を結んでいる。

## 文化と見所

### 演劇と博物館
Palatinは、ヴィースロッホの文化センターである。ヴィースロッホの郷土博物館は地方史に関する展示を行っている。

### 音楽

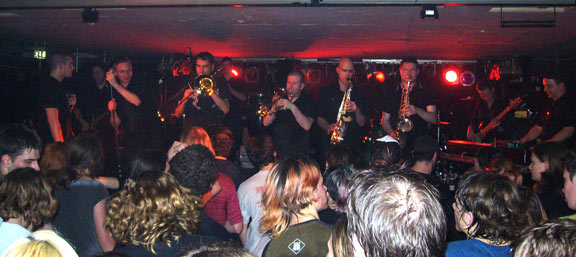
バスターズ

1987年に地元の青少年センターで結成されたバスターズは、この街の"Musikexport"（音楽発信）の成功例で、世界中で親しまれている。彼らの音楽はジャマイカ音楽であるスカに様々なカルチャーの影響を加味したものである。伝統音楽の分野でもヴィースロッホには活動しているグループがある。ファンファーレ行列の Kurpfälzischen Fanfarenzug der Weinstadt Wiesloch e.V.は、古いドイツのファンファーレ音楽の愛好家グループである。自然倍音の金管楽器と打楽器で、ファンファーレ用に編曲された古典音楽を演奏する。ワーグナーの「タンホイザー」に始まり、ドヴォルザークの「新世界から」、チャイコフスキーの「くるみ割り人形」まで演奏する。彼らのパフォーマンスは、歴史的なコスチュームと、プファルツ選帝侯の紋章を描いた2m×2mの旗で完成する。教会音楽も活発で、合唱、コンサート、オラトリオの演奏会が市教会で催されている。
1896年以降、Stadtkapelle Wiesloch（ヴィースロッホ市音楽団）は、この都市の文化生活になくてはならないものになっている。市の催し物ごとに50人以上の演奏者たちが集まって演奏するほか、Palatin や Gerbersruheで定期的に演奏を行っている。レパートリーには様々な分野が含まれ、伝統音楽、シンフォニック・ブラス、軽音楽やヒット曲まで演奏する。

### 建築

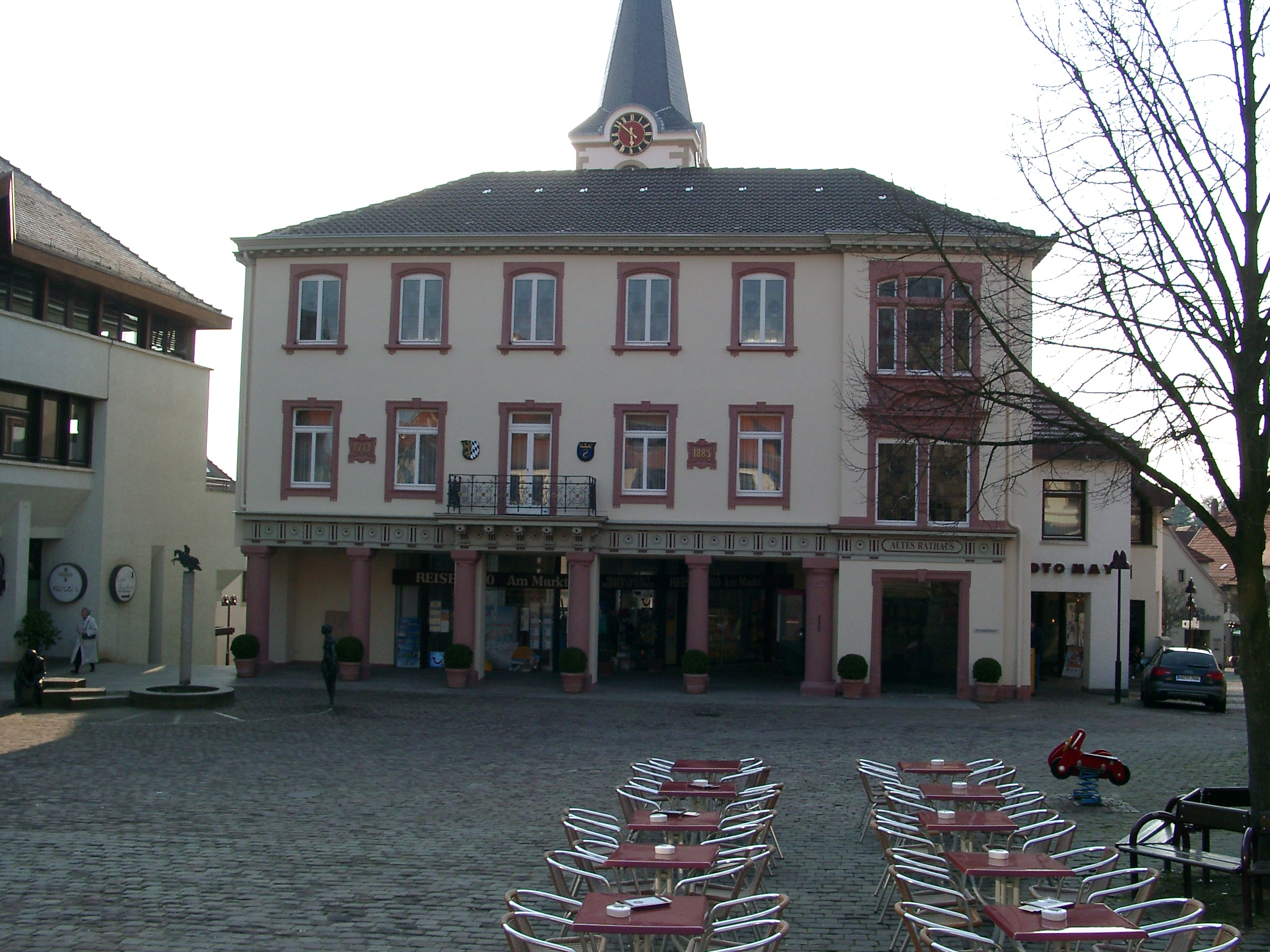
旧市役所

ヴィースロッホで最も古い建物であるフライホーフは、三十年戦争や近代の両大戦を生き延びた建築である。主塔が遺るヴィースロッホ城は、現在は警察署として使われている。かつての市壁前には、Dörndl（郷土博物館になっている方形の塔）、Sauermillichhaffe（凝乳製造所）、円筒形の隅塔などがある。この他、市内中心部の見所には、旧市役所、11世紀の壁の遺構が遺るプロテスタント市教会、聖ラウレンティウス教会、ユダヤ人墓地などがある。
ヴィースロッホの市立薬局は、「世界最初のガソリンスタンド」であり、1888年にベルタ・ベンツがマンハイムからプフォルツハイムへのドライブの途中で燃料としてベンジンを購入した店である。
アルトヴィースロッホ地区はパンクラティウス礼拝堂、シャットハウゼン地区はシャットハウゼンの水城で知られる。後者は個人邸である。さらにバイアータール地区とシャットハウゼン地区の間にはホーエンハルター・ホーフがある。
この他にアルトヴィースロッホ地区には、バイアータール通り沿いに「レヒナーシェ・ミューレ」がある。この建物は個人所有であり、予め電話で予約すれば見学することができる。

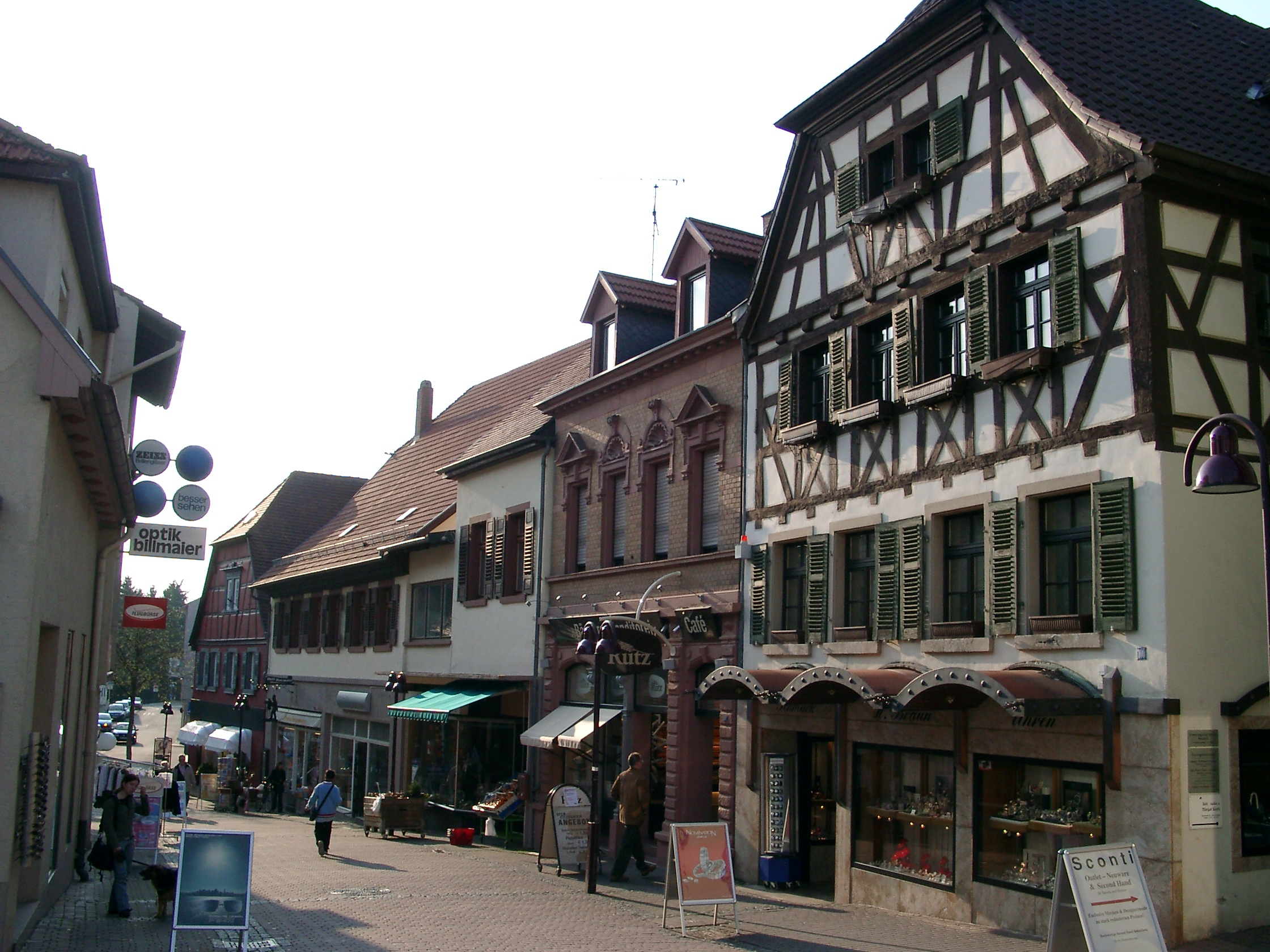
ヴィースロッホ旧市街
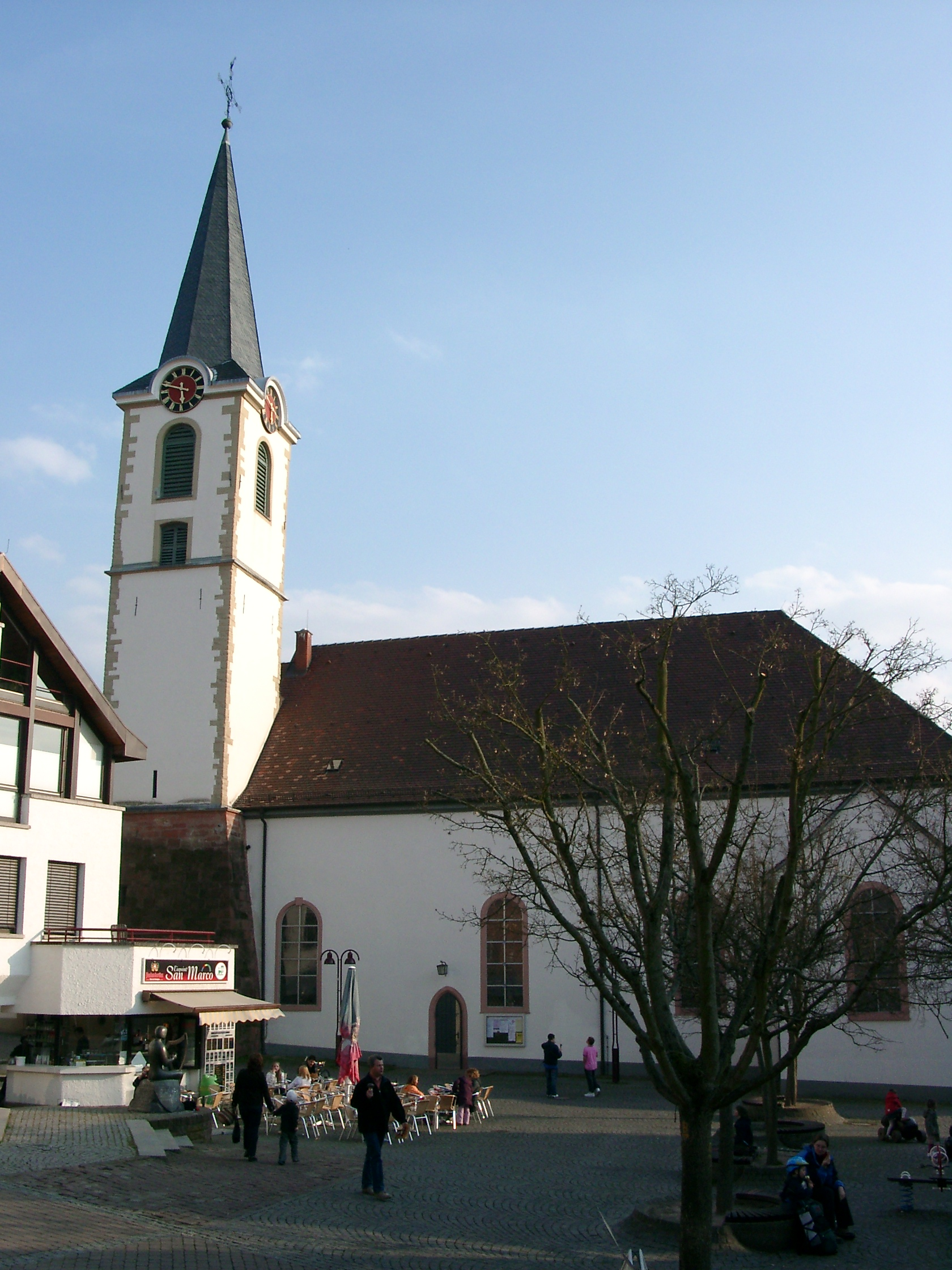
プロテスタントの市教会
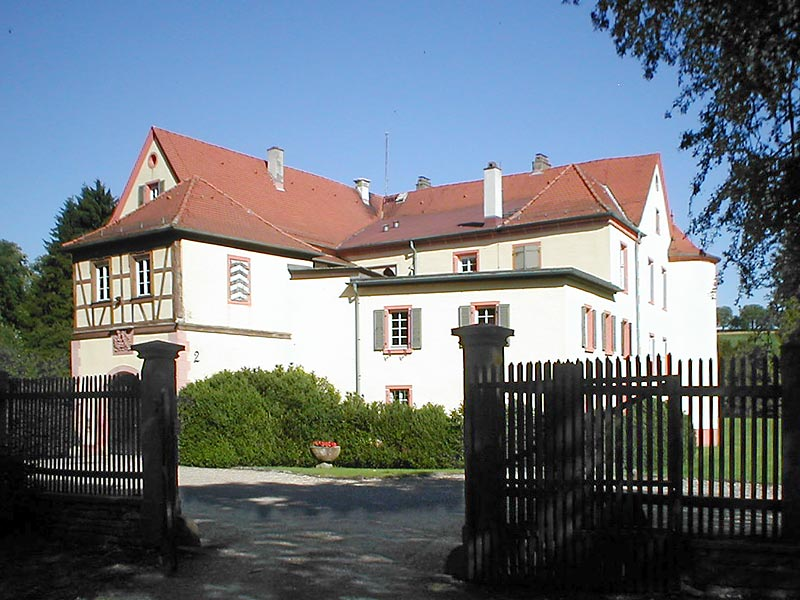
シャットハウゼンの水城

### 軽便鉄道・工業博物館ヴィースロッホ協会

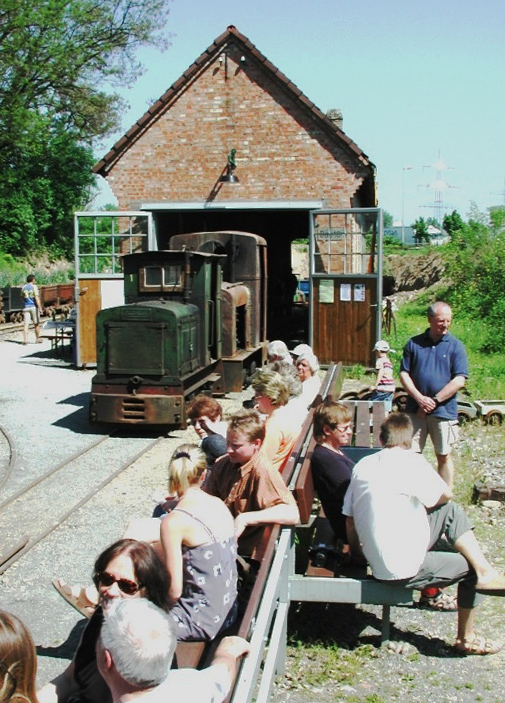
Feldbahn- & Industriemuseum Wieslochの機関庫と展示用スペース

Der Verein Feldbahn- & Industriemuseum Wiesloch e.V.（軽便鉄道・工業博物館ヴィースロッホ協会）は、2001年に結成され、歴史的に価値の高い軌道幅600mmの軽便鉄道および鉱山の坑内軌道の鉄道列車を収集し、できうる限り運転可能なかたちで後世に遺すことを目標としている。この協会の所在地は、かつて Tonwaren-Industrie-Wiesloch AG (TIW - AG)が所有していた軽便鉄道機関庫である。
文化財保護されているこの蒸気機関車用フード付きの機関庫は、1905年の建造当時のまま保存されており、これ自体が南ドイツにおける産業史の比類のない証となっている。博物館は、ドイツ鉄道およびSバーンのヴィースロッホ/ヴァルドルフ駅から10分の距離の、交通の便がよいブドウ畑の中にある。自動車であれば、連邦道B3号線のヴィースロッホ西インターから Rewe-Frischelagerの標識に従って走れば到着する。

### 年中行事

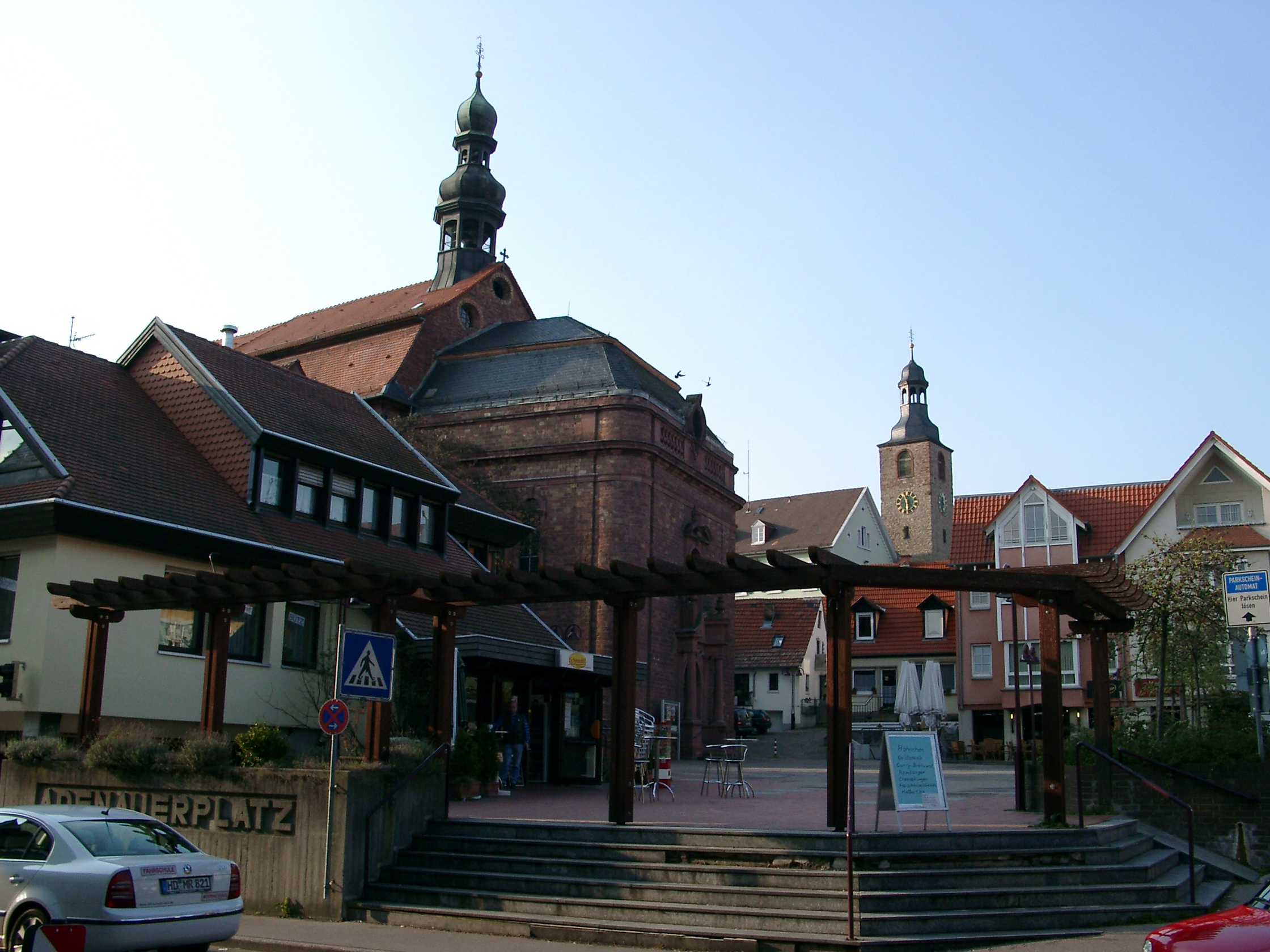
週の市が開催されるアデナウアー広場

毎年8月末から9月初めにヴィースロッホではプファルツ選帝侯のワイン業者祭が10日間にわたって開催される。この祭は1935年から行われている。9月最初の土曜日にはヴィースロッホの旧市街で街道祭「ワインと市場」が開催される。これには、Kurpfälzische Fanfarenzug der Weinstadt Wiesloch e.V.がずっと伴奏をする。この祭ではスタジアムでの花火とともにファンファーレ行列の伝統的な音が響き渡る。
この他の催しには以下のものがある。
- プファルツ選帝侯のワイン業者祭: 8月の最終週末から10日間
- ワインと市場祭: 9月の第1土曜日
- 週の市（アデナウアー広場）: 金曜日の午前
- 教会音楽の日: 復活祭後、カンターテの主日（復活祭後第4日曜日）付近の週末
- ヴィースロッホの5月: 5月初め
- アクティオン・フェリエンスパス: 夏休み中
- ヴィースロッホの夏: 7月初め
- ヴィースロッホの秋: 9月の最終日曜日
- クリスマスマーケット: その年最後のアドヴェントの週末
- 教会開基祭: 市内4地区で開催されている。

## 経済と社会資本
印刷機械製造、生鮮食料品センター、精神疾患治療病院、金融業が経済活動の主な業種である。この他にヴィースロッホにはワイン醸造協同組合の大きなワイン貯蔵庫 Winzerkellerがある。

### 交通

#### 道路交通
ヴィースロッホはアウトバーンA6号線（ヴィースロッホ/ラウエンベルク・インターチェンジ）に面し、A5号線（ヴァルドルフ/ヴィースロッホ・インターチェンジ）の近くに位置する。このアウトバーンにより、欧州自動車道路E35号線、E60号線に繋がっていることになる。
さらにこの街は連邦道B3号線およびB39号線に面している。ハイデルベルクまでは約15km、マンハイムまでは約30kmである。

#### 公共交通機関

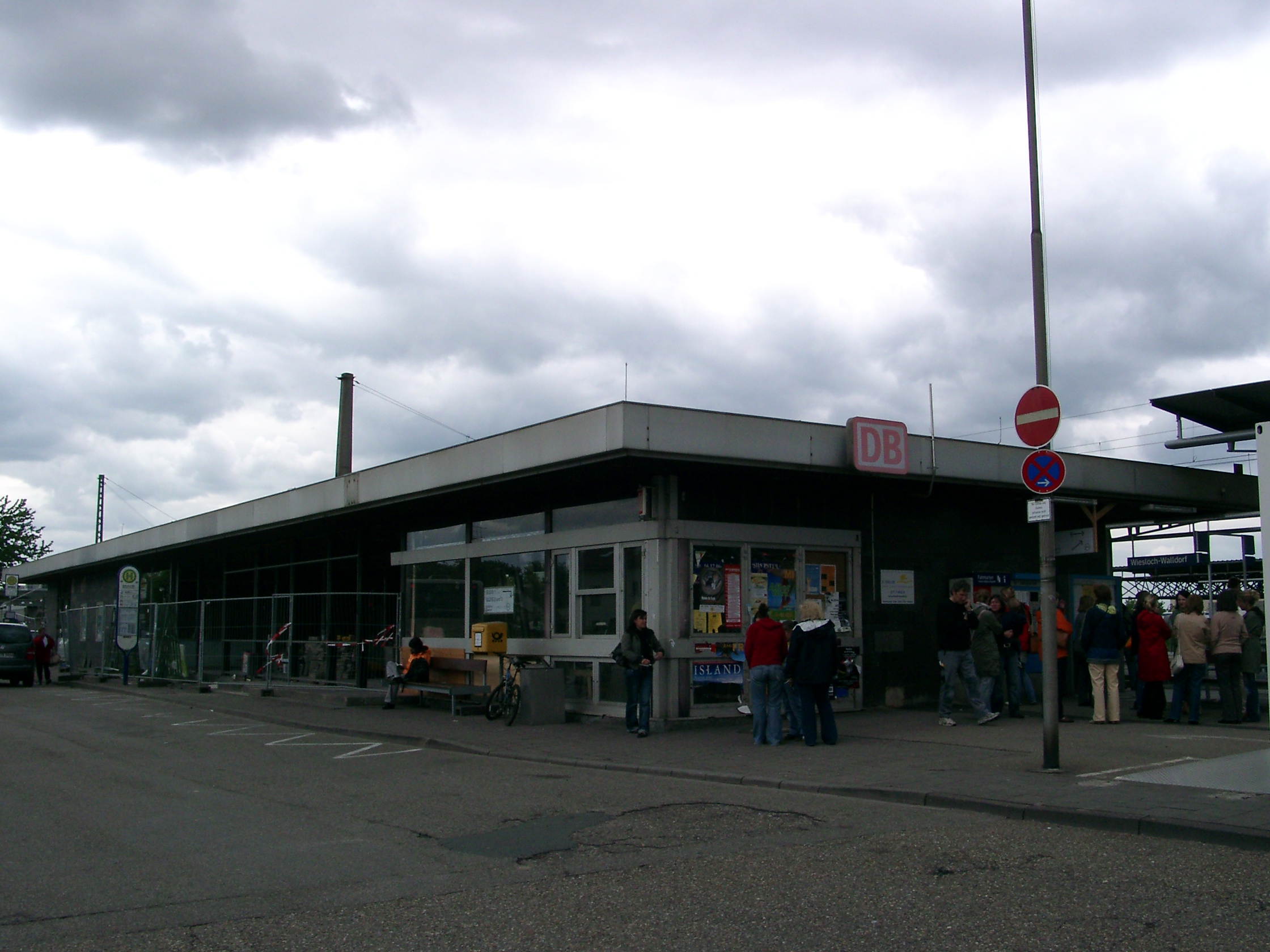
ヴィースロッホ/ヴァルドルフ駅

ヴィースロッホには多くの公共旅客交通機関がある。
ヴィースロッホの市域の西端にあるヴィースロッホ/ヴァルドルフ駅は、鉄道ハイデルベルク - カールスルーエ線、およびハイデルベルク - シュトゥットガルト線の駅である。この駅には、インターシティの列車や近距離列車が停車する。この駅は、その他にライン＝ネッカーSバーン網にも組み込まれており、S3およびS4路線が30分ごとにハイデルベルク/マンハイム方面およびブルフザール/カールスルーエ方面に運行している。
市内部の接続は、隣接するヴァルドルフが運営する市バス網が便利である。この市バス網は市内および近隣市町村に13系統の路線を運行している。市内や隣接する市町村への近距離交通は、ライン＝ネッカー交通連盟に加盟している。1901年から1980年までは、これらに加えてヴィースロッホ＝メッケスハイム/ヴァルトアンゲルロッホ線という鉄道が運行されていた。

### 地元企業
- Heidelberger Druckmaschinen AG: 印刷機械製造
- Rewe Deutscher Supermarkt KGaA - ZNL Südwest: 生鮮食料品販売
- Psychiatrisches Zentrum Nordbaden: 精神医学センター
- MLP AG: 金融サービス

### メディア
この街でのできごとは、ハイデルベルクに本社を置くRhein-Neckar-Zeitungに掲載される。この新聞にはヴィースロッホおよびヴァルドルフ向けのローカル版もある。この他に木曜毎に発刊される WieWoにもヴィースロッホ市内での事件が掲載される。ザンクト・レオン＝ロートの Nussbaum Medienが刊行している Wieslocher Wocheは、サークル、教会、政党やその他の機関がヴィースロッホでの活動を報告する媒体となっている。

### 裁判所、官庁、公共機関

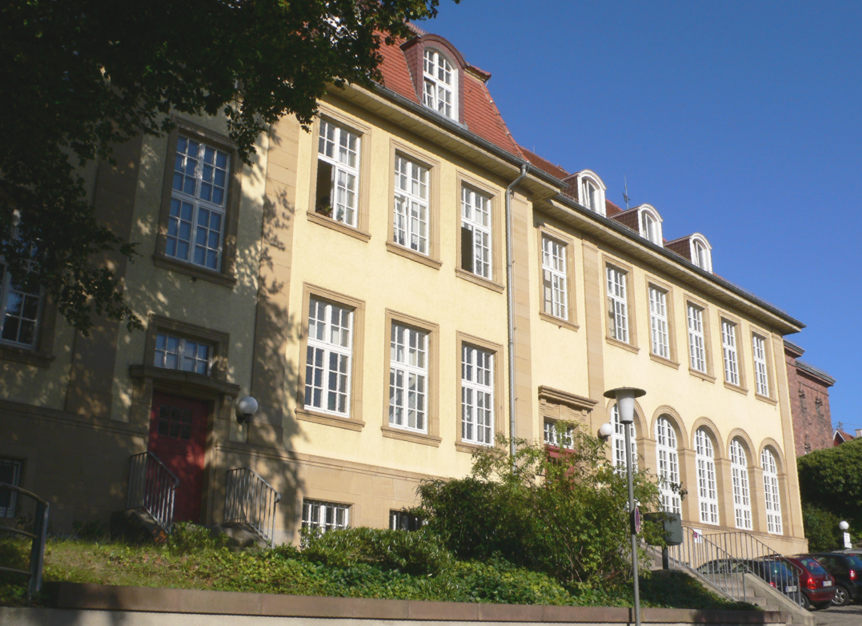
ヴィースロッホ区裁判所

ヴィースロッホには、ハイデルベルク地方裁判所の下位機関である区裁判所と、ライン＝ネッカー郡役場の支局がある。また、北部バーデン精神医学センターもある。

### 教育
ヴィースロッホには、ギムナジウムが1校（オットハインリヒ・ギムナジウム・ヴィースロッホ）と実業学校が1校（ベルタ・ベンツ実業学校ヴィースロッホ）、養護学校が1校（アルベルト・シュヴァイツァー・シューレ）の他、本課程・基礎課程の学校がある。
また、ヴィースロッホには、ライン＝ネッカー郡が運営する以下の職業訓練学校がある。
- フーバート・シュテルベルク・シューレ（営業学校、技術・情報技術のギムナジウムを併設）
- ヨハン・フィリップ・ブロンナー・シューレ・ヴィースロッホ（商業学校、経済学ギムナジウムを併設）
- ルイーゼ・オットー・ペータース・シューレ（家政学学校）

さらに、3つの私立学校がある。市民大学の定時制ギムナジウム、南ベルクシュトラーセ市民大学の定時制実業学校、精神障害者のためのトム・ムッタース・シューレである。

### スポーツ
パークシュトラーセ（公園通り）沿いのスタジアムは、400mのトラック、陸上競技のフィールド、7,500の観客スタンドをもつ競技場である。
3,500人の会員を擁する TSG Wiesloch はバーデン北部で最大のクラブである。
800人の会員を擁する SpVgg Baiertal はヴィースロッホで最大のサッカークラブである。ハイデルベルク・クライスリーガでプレイしている。
これに加えて、2000年にトルコ人住民がサッカークラブ 1.FC Wiesloch を結成した。やはりハイデルベルク・クライスリーガでプレイしている。

## 人物

### 出身者
- ハインリヒ・ツィンマーマン（1741年 - 1805年）ジェイムス・クックのオーストラリア探検に帯同したコック
- ヨハン・フィリップ・ブロンナー（1792年 - 1864年）ブドウ栽培の専門家、薬剤師
- グレゴール・シュタインブレンナー（1969年 - ）テレビ司会者

### ゆかりの人物
- ゲオルク・アウグスト・シュヴァインフルト（1836年 - 1925年）アフリカ探検家。先祖はヴィースロッホ出身。
- アドルフ・クスマウル（1822年 - 1902年）医師。子供の頃にヴィースロッホに住んでいた。

## 引用
1. ↑  Statistisches Landesamt Baden-Württemberg – Bevölkerung nach Nationalität und Geschlecht am 31. Dezember 2023 (CSV-Datei)
2. ↑  Max Mangold, ed (2005). Duden, Aussprachewörterbuch (6 ed.). Dudenverl. p. 837. ISBN 978-3-411-04066-7